# Integral de superfície
En matemàtiques, una integral de superfície és una integral definida calculada sobre una superfície (la qual pot ser corbada); es pot pensar en la relació entre la integral de superfície i la integral doble com l'equivalent en dues dimensions de la relació entre la integral curvilínia i la integral normal. Donada una superfície, es poden integrar sobre ella camps escalars (és a dir funcions que a cada punt de l'espai li assignen un nombre) i camps vectorials (és a dir funcions que a cada punt de l'espai li assignen un vector).
Les integrals de superfície tenen aplicació en física, per exemple en la teoria clàssica de l'electromagnetisme.

La definició de la integral de superfície descansa en dividir la superfície en petits elements de superfície.

Una il·lustració de un element de superfície individual. Aquests elements es fan infinitesimalment petits de forma que la unió de tots ells aproximen la superfície amb un error que tendeix a zero.

## Integrals de superfície i camps escalars
Sia una superfície S sobre la qual hi ha definit un camp escalar f. Per exemple la potència calorífica per unitat de superfície radiada en cada punt x de S, el nombre f(x) és la densitat de potència a x, llavors la integral de superfície de f sobre S és la potència total radiada per la superfície S. Una forma de calcular la integral de superfície és partir la superfície en molts bocins petits, suposar que a cada bocí la densitat de potència emesa és pràcticament constant, trobar la potència emesa per cada bocí multiplicant la densitat de potència per la seva àrea, i, finalment, sumant les potències emeses per tots els elements de superfície per trobar la potència total emesa per tota la superfície S.
Per trobar una fórmula explícita que permeti calcular una integral de superfície, cal parametritzar S construint sobre S un sistema de coordenades curvilínies (com la latitud i la longitud en una esfera), sia aquesta parametrització x(s, t), on (s, t) varia en alguna regió T del pla. Llavors, la integral de superfície ve donada per
{\displaystyle \int _{S}f\,dS=\iint _{T}f(\mathbf {x} (s,t))\left|{\partial \mathbf {x}  \over \partial s}\times {\partial \mathbf {x}  \over \partial t}\right|ds\,dt}
on l'expressió de la dreta entre barres és la magnitud del producte vectorial de les derivades parcials x(s, t).
Per exemple, si es vol calcular l'àrea superficial del gràfic d'una funció de dues variables qualssevol, com {\displaystyle z=f\,(x,y)}, es té
{\displaystyle A=\int _{S}\,dS=\iint _{T}\left|{\partial \mathbf {r}  \over \partial x}\times {\partial \mathbf {r}  \over \partial y}\right|dx\,dy}
on {\displaystyle \mathbf {r} =(x,y,z)=(x,y,f(x,y))}. Per tant, {\displaystyle {\partial \mathbf {r}  \over \partial x}=(1,0,f_{x}(x,y))}, i {\displaystyle {\partial \mathbf {r}  \over \partial y}=(0,1,f_{y}(x,y))}. Per tant, 
{\displaystyle {\begin{aligned}A&{}=\iint _{T}\left|\left(1,0,{\partial f \over \partial x}\right)\times \left(0,1,{\partial f \over \partial y}\right)\right|dx\,dy\\&{}=\iint _{T}\left|\left(-{\partial f \over \partial x},-{\partial f \over \partial y},1\right)\right|dx\,dy\\&{}=\iint _{T}{\sqrt {\left({\partial f \over \partial x}\right)^{2}+\left({\partial f \over \partial y}\right)^{2}+1}}\,\,dx\,dy\end{aligned}}}
que és la fórmula habitual per a calcular l'àrea d'una superfície. Es pot reconèixer el vector de la segona línia de dalt com el vector normal a la superfície.
Fixeu-vos que degut a la presència del producte vectorial, les fórmules anteriors només són vàlides per superfícies en un espai tridimensional.

## Integrals de superfície de camps vectorials

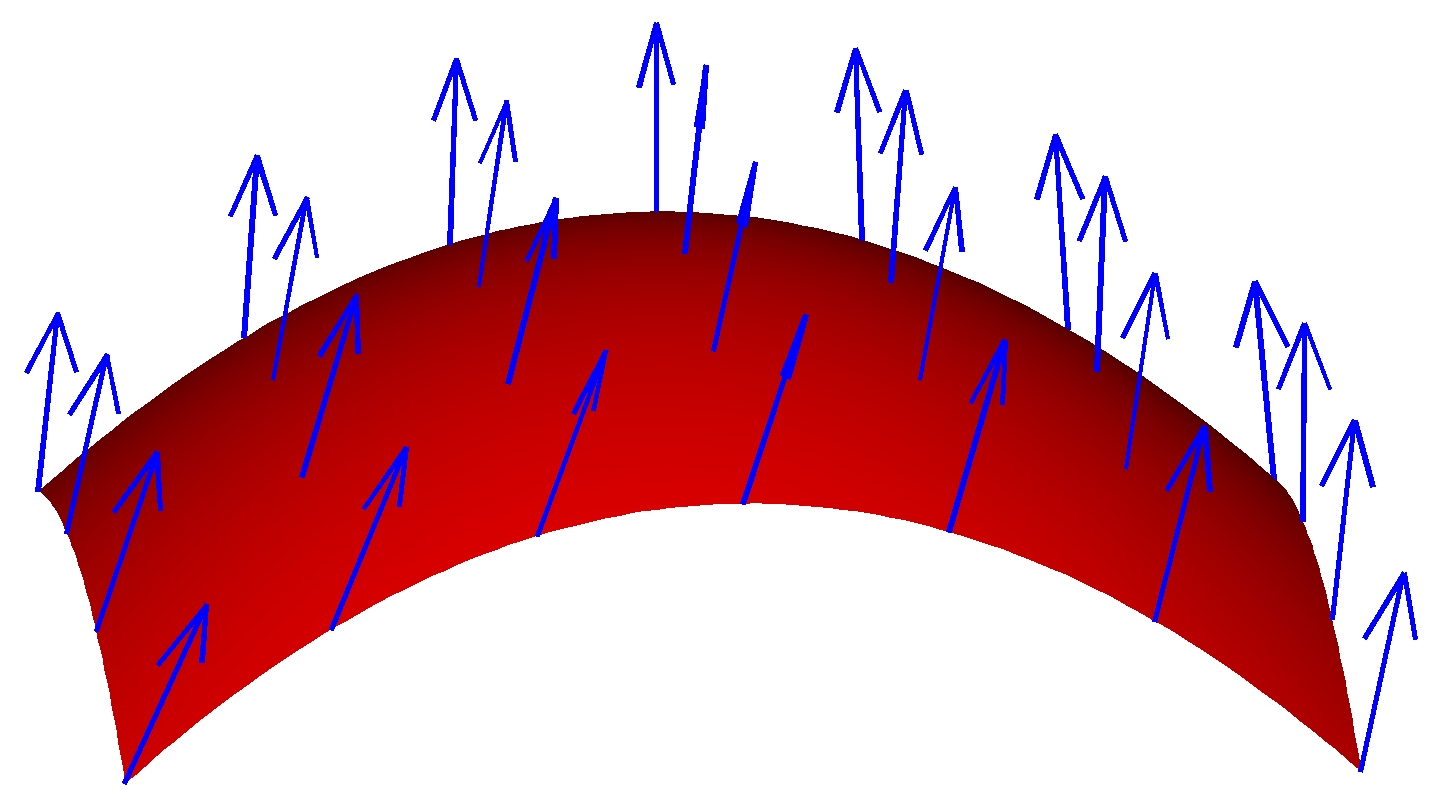
Un camp vectorial sobre una superfície.

Sia un camp vectorial v en S, és a dir, per a cada x de S, v(x) és un vector. Per exemple, en el cas d'un fluid que flueix a través de S, de forma que v(x) determina la velocitat del fluid a x. El cabal es defineix com el volum de fluid que passa a través de S per cada unitat de temps.
Aquesta il·lustració implica que si el camp vectorial és tangent a S a cada punt, llavors el cabal és zero, perquè el fluid flueix precisament és paral·lel a S, i ni entra ni surt. Això també implica que si v no flueix precisament al llarg de S, és a dir, si v té tant un component tangencial com un component normal, llavors només el component normal contribueix al cabal. En base en aquest raonament, per a calcular el cabal, cal calcular el producte escalar de v pel vector unitari normal a la superfície S a cada punt, aquest producte donarà un camp escalar, i llavors integrant el camp obtingut tal com s'ha fet abans. Es troba la fórmula
{\displaystyle \int _{S}{\mathbf {v} }\cdot \,d{\mathbf {S} }=\int _{S}({\mathbf {v} }\cdot {\mathbf {n} })\,dS=\iint _{T}{\mathbf {v} }(\mathbf {x} (s,t))\cdot \left({\partial \mathbf {x}  \over \partial s}\times {\partial \mathbf {x}  \over \partial t}\right)ds\,dt.}
El producte vectorial de la banda dreta és una normal a la superfície determinat per la parametrització.
Aquest fórmula és per definició la integral del camp vectorial v sobre S.

## Integrals de superfície de 2-formes diferencials
Sia 
{\displaystyle f=f_{1}dx\wedge dy+f_{2}dy\wedge dz+f_{3}dz\wedge dx}
una 2-forma diferencial definida sobre la superfície S, i sia 
{\displaystyle \mathbf {x} (s,t)=(x(s,t),y(s,t),z(s,t))\!}
una parametrització que preserva l'orientació de S amb {\displaystyle (s,t)} en D. Llavors, la integral de superfície de f sobre S ve donada per
{\displaystyle \iint _{D}\left[f_{1}(\mathbf {x} (s,t)){\frac {\partial (x,y)}{\partial (s,t)}}+f_{2}(\mathbf {x} (s,t)){\frac {\partial (y,z)}{\partial (s,t)}}+f_{3}(\mathbf {x} (s,t)){\frac {\partial (z,x)}{\partial (s,t)}}\right]\,dsdt}
on 
{\displaystyle {\partial \mathbf {x}  \over \partial s}\times {\partial \mathbf {x}  \over \partial t}=\left({\frac {\partial (y,z)}{\partial (s,t)}},{\frac {\partial (z,x)}{\partial (s,t)}},{\frac {\partial (x,y)}{\partial (s,t))}}\right)}
és la superfície normal a S.
Cal fixar-se que la integral de superfície d'aquesta 2-forma diferencial és la mateixa que la integral de superfície del camp vectorial que té per components {\displaystyle f_{1}}, {\displaystyle f_{2}} i {\displaystyle f_{3}.}

## Teoremes que impliquen integrals de superfície
Emprant geometria diferencial i càlcul vectorial es poden obtenir diversos resultats útils per les integrals de superfície tals com el teorema de la divergència, i la seva generalització, el teorema de Stokes.

## Qüestions avançades
Fixeu-vos que s'ha definit la integral de superfície emprant una parametrització de la superfície S. És sabut que una superfície pot tenir moltes parametritzacions. Per exemple, si es canvien les localitzacions dels pols nord i sud d'una esfera, la latitud i la longitud de tots els punts de l'esfera canvien. Una qüestió natural és en quins casos la integral de superfície depèn de la parametrització escollida. Per a integrals de camps escalars la resposta a aquesta qüestió és simple, el valor de la integral de superfície serà el mateix, no importa quina parametrització es faci servir.
Per a integrals de camps vectorials, les coses són més complicades, a causa del fet que la normal a la superfície hi està implicada. Es pot demostrar que donades dues parametritzacions de la mateixa superfície, tals que les seves normals apunten cap a la mateixa direcció, s'obté el mateix valor per a la integral de superfície amb les dues parametritzacions. En canvi, si les normals d'aquestes parametritzacions apunten cap a direccions oposades, el valor de la integral de superfície obtinguda emprant una parametrització és el negatiu de l'obtingut via l'altra parametrització. En conseqüència, donada una superfície, no cal buscar cap parametrització singular; però, quan s'integren camps vectorials, cal decidir per avançada en quina direcció apuntarà la normal i llavors triar alguna parametrització consistent amb aquella direcció.
Un altre assumpte és que de vegades hi ha superfícies que no tenen parametritzacions que cobreixin tota la superfície; això passa per exemple en la superfície d'un cilindre (cal una parametrització per la superfície corba i dues més, una per cada una de les bases planes). La solució òbvia llavors és partir la superfície en diversos bocins, calcular la integral de superfície en cada bocí, i llavors sumar-les totes. Així és com s'ha de fer, però en integrar camps vectorials, altre cop cal anar amb compte amb com es tria la direcció cap a on apunten els vectors normals de cada bocí de superfície, de forma que quan els bocins s'ajunten altre cop, els resultats siguin consistents. Pel cas d'un cilindre, això significa que si es decideix que per la regió lateral la normal apuntarà cap a fora del cos, llavors la normal de les bases circulars també ha d'apuntar cap a fora del cos.
Finalment, hi ha superfícies que no admeten una normal a cada punt amb resultats consistents (per exemple la banda de Möbius). D'aquest tipus de superfícies se’n diuen no orientables, i en aquesta classe de superfícies no es pot parlar d'integrar camps vectorials.